# Nevados de Chillán
Nevados de Chillán är en bergskedja i Chile.   Den ligger i regionen Región del Biobío, i den södra delen av landet, 400 km söder om huvudstaden Santiago de Chile.
Trakten runt Nevados de Chillán består i huvudsak av gräsmarker. Runt Nevados de Chillán är det glesbefolkat, med 13 invånare per kvadratkilometer.